# Minster in Thanet Priory

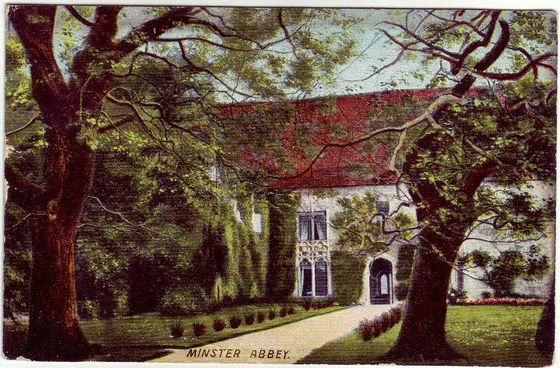

Minster Abbey ist der Name von zwei Abteien Minster-in-Thanet, Kent, England. Die erste Abtei bestand zwischen dem 7. Jahrhundert und der Auflösung der englischen Klöster. Neben deren Ruinen befindet sich St Mildred’s Priory, ein 1937 gegründetes Benediktinerinnenkloster.

## Leben
Die Nonnen beginnen den Tag mit der Vigil um 5:30 Uhr. Die Laudes folgt um 8:30 Uhr mit anschließender Messe. Im Laufe des Tages werden Terz, Sext und None gebetet. Um 18:00 Uhr folgt die Vesper und um 19:45 Uhr die Komplet. Die Nonnen unterliegen einer konstitutionsgemäßen Klausur. Die Abtei betreibt ein Gästehaus. Im Moment zählt die Gemeinschaft 13 Schwestern aus acht Ländern.

## Geschichte
Ermenburga, Urenkelin von Æthelberht, kam Mitte des 7. Jahrhunderts aus Mercia nach Kent. Zwei ihrer Brüder wurden am königlichen Hof von Kent ermordet. Anstatt eines Wehrgeldes wurde Minster Abbey im Jahre 670 als Doppelkloster vom König von Kent gegründet. Laut Legende soll ein zahmes Reh die Grenzen des Klosters bestimmt haben. Daher ist ein Hirsch das Symbol des Klosters. St. Thedore, Erzbischof von Canterbury, weihte das neue Kloster. Als Patronat wurde die Heilige Jungfrau Maria gewählt.
Gründungsäbtissin wurde Ermenburga, die heute auch als Domneva bekannt ist. Das erste Kloster stand an der Stelle der heutigen Kirche St. Mary the Virgin. Um das Kloster herum entstand das Dorf Minster mit einem Hafen und einer Mautstelle. Aus verschiedenen Urkunden dieser Zeit geht hervor, dass das Kloster Schiffe gebaut und besessen hat.
Ermenburga wurde nach ihrem Tod um 690 von ihrer Tochter Mildred, die kurz nach der Gründung in das Kloster eintrat, abgelöst. Ihre Äbtissinnenweihe nahm St. Theodore von Canterbury vor. Nach Mildreds Tod 725 folgte Edburga, Tochter von König Centwine von Wessex. Sie errichtete 741 daneben ein größeres Kloster. Die Kirche Sankt Peter und Paul war aus Stein errichtet und wurde von Cuthbert von Canterbury geweiht. Die Reliquien der Heiligen Mildred wurde hinter dem Altar der neue Kirche bestattet. Aus einem Brief der Äbtissin Edburga an den heiligen Bonifatius geht hervor, dass die Nonnen von Minster die Mission in Deutschland förderten und Manuskripte übersendeten. Einige der Missionar für Deutschland wie Lioba von Tauberbischofsheim wurden in Minster eingeschifft. Edburga starb 751.
Zur Amtszeit der 4. Äbtissin Sigeburg begannen die Wikinger den Südosten Englands zu überfallen. 753 fand die erste dokumentierte Invasion der Isle of Thanet statt und in den folgenden zwei Jahrhunderten fanden immer wieder welche statt. Häufig flohen die Dorfbewohner und die Nonnengemeinschaft über den Wantsum Channel in das befestigte Canterbury.
Am Ende des 8. Jahrhunderts war Selethryth, die Schwester von König Offa of Mercia, Äbtissin. Ihr gelang es, Güter der Abtei von Wulfred, Bischof von Canterbury, wiederzuerlangen. Ihr folgte Äbtissin Cwoenthryth.
Als Ende des 10. Jahrhunderts Canterbury an die Dänen fiel, verlor sich die Spur der Nonnengemeinschaft und das Klosterland lag verlassen da.
1027 ersuchten die Mönche der Abtei St. Augustinus in Canterbury den dänischen König Knut den Großen, den damaligen König von Südostengland, um das Klosteranwesen in Thanet. Mit seiner Erlaubnis errichteten sie einen kleinen Gutshof. Die Reliquien von St. Mildred überführten sie 1031 in ihre Abteikirche.
Nach der Normannischen Eroberung Englands wurden die Gebäude in Minster erweitert und die Klosterkirche St. Peter und Paul sowie die Marienkirche wiedererrichtet. Im Domesday Book ist belegt, dass die Mönche von St. Augustinus große Äcker in Thanet besaßen. Im 12. Jahrhundert wurde eine Zehntscheune und zwei Salinen in den Sümpfen errichtet. Im 13. Jahrhundert wurde ein Deich gebaut, um die Überflutung des Ackerlandes zu verhindern. 1388 genehmigte Papst Urban VI. die Verehrung der Heiligen Mildred.
Während der Reformation wurde die Abteien aufgelöst und der Besitz ging an den König. So erging es auch St. Augustinus in Canterbury. Ein Großteil der Gebäude verfiel. Der West- und Nordflügel der Abtei sind jedoch noch intakt.
1602 übergab König Jakob I. den ehemaligen Klosterbesitz an Sir Philip Carey, William Pitt und John Williams. Der Besitz wurde unter ihnen aufgeteilt. 1688 brachte die Enkelin von John Williams den Minster Court in ihre Ehe mit Col. William Conyngham ein. Unter der Herrschaft von Karl II. erbte deren Sohn Henry das nunmehrige Wohnhaus. Georg II. ernannte diesen am 3. Oktober 1753 zum Baron Conyngham of Mount Charles, in the County of Donegal, am 20. Juli 1756 zum Viscount Conyngham und dessen Sohn Georg III. am 4. Januar 1781 zum Earl Conyngham of Mount Charles, in the County of Donegal und Baron Conyngham of Mount Charles, in the County of Donegal.
1928 kauften Charles und Lucie Senior das Herrenhaus mit 10 Acres Land von der Earlswitwe. Weitere Gebäude auf dem Gelände waren die herrschaftliche Scheune mit Eichentenne, einem Pferdestall, Remise und Garage, einem Mitgifthaus aus dem 16. Jahrhundert und einem Torhaus aus dem 19. Jahrhundert. Er ließ archäologische Grabungen durchführen und die Fundamente der sächsischen sowie der normannischen Kirche wurden freigelegt.
1937 wollten die Seniors verkaufen. Der Verkauf erwies sich als schwierig. Dom Bede Winslow OSB, Pfarrer der römisch-katholische Pfarrei in Minster und Mönch in der Abtei St. Augustine in Ramsgate, wollte das Gebäude mit klösterlichem Leben füllen und warb bei mehreren englischen Klöstern für seine Idee. Da keines der Klöster auf seinen Vorschlag einging, warb er auf dem Kontinent. Laut der Klosterchronik erhielt Maria Anna Benedicta von Spiegel am gleichen Tag den Brief von Pater Winslows Brief und die Beschlagnahmung einiger Klostergebäude für die Schutzstaffel (SS). Sie sah in diesem Zufall ein Zeichen und wollte das Gebäude besichtigen. Auf der Rückreise von einem Besuch der St. Walburga’s Foundations in den Vereinigten Staaten machte sie einen unangemeldeten Zwischenstopp in Southampton und reiste mit einer Freundin nach Kent. Sie war von dem Gebäude begeistert und warb in Eichstätt für einen Kauf des Gebäudes. Aufgrund der Devisenauflagen in der Nazizeit konnte der Eichstätter Konvert den Kauf nicht tätigen. Die amerikanische Gründung gründete einen Trust und beauftragte einen Anwalt den Kauf zu tätigen. Die Eichstätter Schwester Columbana Plomer, die aus dem Cornwall stammte, reiste zu einem Heimatbesuch nach England. Bei der Vertragsübergabe am 25. März 1937 war sie im Auftrag der Äbtissin anwesend.
Nach diesem erfolgreichen Manöver informierte die Äbtissin von East-Bergholt im Vereinigten Königreich, eine Freundin von Mutter Benedicta, den Eichstätter Konvert, dass sie die Wiederbesiedelung eines alten Klosters in England plane und sie einige Gründungsschwestern benötigt. Mit dieser Einladung konnte sie die notwendigen Papiere besorgen, um mehrere Schwestern für die Neugründung zu entsenden.
Die Neugründung wurde dem Patronat der Heiligen Mildred unterstellt. Die sechs Chorschwestern und die drei Laienschwestern wurden herzlich von der katholischen Gemeinde, den Mönchen von Ramsgate und weiteren Einwohnern des Ortes empfangen. Sie begannen mit dem Umbau der Gebäude. Der Salon wurde zur Kapelle, die größeren Räume im Obergeschoss wurden als Zellen unterteilt und der Ballsaal wurde zur Nähstube. Anfangs besuchten die Nonnen die tägliche Messe in der Pfarrkirche. Das Chorgebet wurde in der Klosterkapelle gefeiert. Die Laienschwestern bauten eine Landwirtschaft auf. Vieles wurde in Handarbeit gemacht, da kein Geld für Maschinen vorhanden war. Sie nahmen ein oder zwei Gäste auf und verdienten mit der Kleiderherstellung etwas Geld. 1938 starb Mutter Colubana an Schwindsucht. Ihre Nachfolgerin Mutter Hiltraud Weinschenk führte die Gemeinschaft durch die Zeit der Internierung der Gemeinschaft nach Beginn des Zweiten Weltkrieges. Sie waren bis zum Ende des Krieges zu Gast bei den Benedictine Sisters of Perpetual Adoration in Teignmouth in der Grafschaft Devon. Dort erwarb die Gemeinschaft die englische Sprache und konnte die Kenntnisse im Gartenbau an das andere Klima anpassen. Mutter Hiltraud starb 1943 an Krebs und Mutter Emmanuel Drey, eine gebürtige Jüdin, folgte ihr nach. Im November 1944 kehrte die Gemeinschaft zurück. Während des Krieges diente das Kloster als Offizierskasino für die RAF Manston und war in der Zeit herunterkommen. Der Garten und die Landwirtschaft waren verwildert. Nach dem Ende des Krieges in Deutschland, als der Kontakt zum Mutterhaus wiederhergestellt werden konnte, bestanden ernsthafte Überlegungen, die Schwestern zurückzuholen und die Gebäude wieder zu verkaufen. Mutter Emanuel und ihre Mitschwestern baten das Mutterhaus um mehr Zeit. Das Mutterhaus stimmte zu, unter der Bedingung, dass die Münstergemeinde ein eigenes Einkommen finden sollte, da die Abtei St. Walburga keine Mittel zur Verfügung hatte.
Die erste Novizin wurde zum US-amerikanischen Schwesterkloster St. Walburga in Boulder geschickt. Später kehrte Schwester John Baptist Florescu nach Minister zurück. 1953 wurde Mutter Emmanuel in das Holy Cross Abbey, eine Schwestergründung in den USA, gesandt. 1953 wurde eine kleine Reliquie von St. Mildred aus Deventer in den Niederlanden nach Minister zurückgebracht. Unter ihrer Nachfolgerin Mutter Walburga von Waldburg-Zeil wurde 1954 das Noviziat eröffnet. Im selben Jahr trat Caroline Scott, die spätere Schwester Concordia, ein. Im selben Jahr musste das gesamte Dach des Flügels aus der sächsischen Zeit erneuert werden. Im selben Jahr war das 1200. Todesjahr des Heiligen Bonifatius. Mit dem Hinweis auf die Verdienste von Mutter Edburga, der dritten Äbtissin, wandte sich Mutter Walburga an die Deutsche Bischofskonferenz und an den Pilgrim Trust. Von dort erhielten sie Hilfe und konnten einige Zellen im Dach errichten und einen kleinen gebrauchten Traktor kaufen. Einige der Gründungschwestern kehrten nach Deutschland zurück. Die Kandidaten, die deren Platz einnahmen, kamen aus Großbritannien und aus dem Ausland. 1982 wurden erstmals eigene Oblaten aufgenommen. 1984 trat Mutter Walburga nach 30 Jahren im Amt zurück und Mutter Concordia Scott wurde ihre Nachfolgerin. Diese war für ihre Bildhauerarbeiten bekannt, die sie auch in den 15 Jahren als Leiterin des Konverts weiter herstellte. Am 1. November 1996 wurde das Kloster in den Rang eines Konventualpriorats erhoben. Am 1. Januar 1998 trat sie Subiacokongregation des Benediktinerordens bei und gehört der englischen Provinz an. 1999 wurde Mutter Nikola Proksch zur Nachfolgerin von Mutter Concordia gewählt.

## Eigenfeste
- 13. Juli: Fest der Heiligen Mildred
- 19. November: Fest der Heiligen Ermenburga
- 12. Dezember: Fest der Heiligen Edburga

## Besichtigung
Der größte Teil des Klosters ist für die Öffentlichkeit gesperrt. Etwa 350 m von der Abtei steht der örtliche Bahnhof.